# Rehfelde
Rehfelde è un comune di 5 376 abitanti del Brandeburgo, in Germania.

Appartiene al circondario del Märkisch-Oderland ed è parte della comunità amministrativa della Märkische Schweiz.

## Geografia antropica

### Suddivisioni amministrative
Il territorio comunale comprende 3 zone (Ortsteil), corrispondenti al centro abitato di Rehfelde e a 2 frazioni:
- Alt-Rehfelde
- Werder
- Zinndorf

## Società

### Evoluzione demografica
| Anno | Abitanti |
| ---- | -------- |
| 1875 | 1 236    |
| 1890 | 1 277    |
| 1910 | 1 501    |
| 1925 | 2 164    |
| 1933 | 2 843    |
| 1939 | 3 254    |
| 1946 | 3 395    |
| 1950 | 3 659    |
| 1964 | 3 423    |
| 1971 | 3 576    |

| Anno | Abitanti |
| ---- | -------- |
| 1981 | 3 234    |
| 1985 | 3 084    |
| 1989 | 2 912    |
| 1990 | 2 849    |
| 1991 | 2 841    |
| 1992 | 2 831    |
| 1993 | 2 873    |
| 1994 | 2 941    |
| 1995 | 3 045    |
| 1996 | 3 210    |

| Anno | Abitanti |
| ---- | -------- |
| 1997 | 3 383    |
| 1998 | 3 687    |
| 1999 | 3 893    |
| 2000 | 4 088    |
| 2001 | 4 245    |
| 2002 | 4 419    |
| 2003 | 4 510    |
| 2004 | 4 569    |
| 2005 | 4 568    |
| 2006 | 4 587    |

| Anno | Abitanti |
| ---- | -------- |
| 2007 | 4 551    |
| 2008 | 4 502    |
| 2009 | 4 462    |
| 2010 | 4 457    |
| 2011 | 4 507    |
| 2012 | 4 551    |
| 2013 | 4 575    |

## Infrastrutture e trasporti

### Strade
Il territorio comunale è attraversato dalla strada federale B 1/B 5.